# Graphidium strigosum
Graphidium strigosum är en rundmaskart som först beskrevs av Félix Dujardin 1845.  Graphidium strigosum ingår i släktet Graphidium och familjen Trichostrongylidae. Arten är reproducerande i Sverige. Inga underarter finns listade i Catalogue of Life.